# North African Tri Nations 2017
El North African Tri Nations del 2017 o también Tri Nations of Maghreb, fue la segunda edición del triangular de selecciones masculinas de rugby que organiza la World Rugby a fin de año y que cuenta con el apoyo de Rugby Afrique. Los 3 partidos se llevaron a cabo en el Stade d'Honneur de Uchda, Marruecos entre el 17 al 23 de diciembre.

## Equipos participantes
- Selección de rugby de Argelia (Cachorros de León)
- Selección de rugby de Marruecos (Los Leones del Atlas)
- Selección de rugby de Túnez

## Posiciones
| Pos. | Equipo    | Encuentros | Encuentros | Encuentros | Encuentros | Tantos  | Tantos    | Tantos     | Puntos Bonus | Puntos Totales |
| Pos. | Equipo    | jugados    | ganados    | empatados  | perdidos   | a favor | en contra | diferencia | Puntos Bonus | Puntos Totales |
| ---- | --------- | ---------- | ---------- | ---------- | ---------- | ------- | --------- | ---------- | ------------ | -------------- |
| 1    | Marruecos | 2          | 2          | 0          | 0          | 37      | 29        | + 8        | 1            | 9              |
| 2    | Argelia   | 2          | 1          | 0          | 1          | 49      | 33        | + 16       | 2            | 6              |
| 3    | Túnez     | 2          | 0          | 0          | 2          | 29      | 53        | - 24       | 1            | 1              |

Nota: Se otorgan 4 puntos al equipo que gane un partido y 2 al que empate
Puntos Bonus: 1 punto por convertir 4 tries o más en un partido y 1 al equipo que pierda por no más de 7 tantos de diferencia

## Resultados

### Primera fecha
| 17 de diciembre 14:30 | Marruecos | 17 - 16 | Túnez |  |  |
|                       |           | Reporte |       |  |  |

### Segunda fecha
| 20 de diciembre 14:30 | Túnez | 13 - 36 | Argelia |  |  |
|                       |       | Reporte |         |  |  |

### Tercera fecha
| 23 de diciembre 14:30 | Argelia | 13 - 20 | Marruecos |  |  |
|                       |         | Reporte |           |  |  |

| Bandera de Marruecos |
| Campeón Marruecos    |
| Segundo título       |